# بارفا (كانتون)
بارفا (بالإسبانية: Barva)‏ هي الكانتون الثاني في محافظة إيريذيا في كوستاريكا. يغطي الكانتون مساحة 53.8 كم مربع.
و يقدر عدد سكانه بحوالي 34,584.
والمدينة الرئيسة للكانتون تدعى أيضًا بارفا. يمتد الكانتون من مدينة بارفا ثم إلى كانتون إيريذيا و بعدها إلى بركان بارفا الهامد. تم تأسيس هذا الكانتون بقانون تشريعي في 7 كانون الأول 1848.

## المقاطعات
يقسم كانتون بارفا إلى ست مقاطعات و هي :
1. بارفا
2. سان بيدرو
3. سان بابلو
4. سان روكيه
5. سانتا لوسيا
6. سان خوسيه دي لا مونتانيا

## أعلام
- إلياس أغيلار